# 駒井ハルテック
株式会社駒井ハルテック（こまいハルテック、英: KOMAIHALTEC Inc.）は、大阪市西区に本店を置き、本社を東京都台東区に置く橋梁・鉄骨等鋼構造物メーカーである。鋼構造物製造の他、風力発電機の開発・製造・設置等の環境事業も実施している。

## 概要
ともに大阪市を発祥とする鋼構造物メーカーの駒井鉄工株式会社と株式会社ハルテックが、2010年に合併して発足した。橋梁の製作・架設、鋼構造建築物の部材製作・設置、船舶部材の製作、風力発電機の開発・製造・設置等を主要事業としている。
東京証券取引所プライム市場における流通株式時価総額が上場維持基準に満たしていないため、2025年6月13日に東京証券取引所スタンダード市場への市場変更を実施した。

## 沿革

### 駒井鉄工
1883年（明治16年）に駒井喜兵衛が大阪市東区高麗橋において建築金物業駒井喜商店を開業したのが創業であり、1919年（大正8年）には大阪市大正区泉尾浜通に合資会社駒井鐵工所を設立、本格的な鉄骨工事の設計・製作を行い、その後橋梁部門への進出を図り現在に至る。
- 1943年（昭和18年）4月 - 株式会社駒井鐵工所を設立（資本金60万円）。
- 1958年（昭和33年）11月 - 大阪店頭市場に株式を公開。
- 1961年（昭和36年）8月 - 大阪証券取引所市場第二部に上場。
- 1966年（昭和41年）4月 - 大阪市港区福崎へ本社を移転。
- 1975年（昭和50年）8月 - 大阪港工場内に駒井建設工事株式会社を設立（後に商号を駒井エンジニアリング株式会社に変更）を設立。
- 1976年（昭和51年）12月 - 大阪港工場内に株式会社駒井建機製作所（後に商号を株式会社駒井テクノスに変更）。
- 1978年（昭和53年）
  - 5月 - 東京松戸工場内に駒井殖産株式会社（株式会社シップスに社名変更、現連結子会社）を設立。
  - 11月 - 大阪市西区西本町へ本社を移転
- 1979年（昭和54年）7月 - 仙台市に東北鉄骨橋梁株式会社（現連結子会社）を設立
- 1980年（昭和55年）11月 - 東京支社を東京本社に昇格。
- 1984年（昭和59年）
  - 8月 - 東京証券取引所市場第二部に上場。
  - 11月 - 本社を本店に、東京本社を本社に改称。
- 1987年（昭和62年）4月 - 大阪市港区磯路へ本店を移転。
- 1988年（昭和63年）6月 - 東京証券取引所、大阪証券取引所市場第一部銘柄に指定替え。
- 1989年（平成元年）4月 - 商号を駒井鉄工株式会社に変更。
- 2001年（平成13年）
  - 9月 - 千葉県松戸市松飛台にテクニカルセンターを開設。
  - 10月 - 株式会社九州駒井鉄工所を吸収合併（2001年（平成13年）12月廃止）。
- 2003年（平成15年）
  - 10月 - 大阪工場を大阪事業所と改め、事業所内に株式会社駒井鉄工大阪工場（後に商号を株式会社駒井ハルテック大阪工場に変更、現連結子会社）を設立。
  - 11月 - テクニカルセンター内に株式会社プロバンス（現連結子会社）を設立。
- 2004年（平成16年）10月 - 株式会社駒井テクノスを吸収合併。
- 2008年（平成20年）4月 - 駒井エンジニアリング株式会社を吸収合併。

### 春本鉄工
1921年（大正10年）に春本利作が大阪市此花区海老江町にて建築金物加工業を創業し、1923年（大正12年）大阪市此花区上島町にて鉄骨、橋梁、鉄塔及び鉄構物等、主として建設材料を製作したのがはじまりである。
- 1941年（昭和16年） - 株式会社春本組設立。
- 1951年（昭和26年） - 株式会社春本鐵工所に社名変更。
- 1961年（昭和36年） - 大阪証券取引所市場第二部に上場。
- 1991年（平成3年） - 本社を東京に移転し、大阪を本店に組織変更。
- 1996年（平成8年） - 株式会社春本鐵工に社名変更。大阪証券取引所市場第一部に上場。
- 2000年（平成12年） - 東京証券取引所市場第一部に上場。
- 2001年（平成13年） - 株式会社ハルテックに社名変更。

### 駒井ハルテック
- 2010年（平成22年）
  - 5月 - 駒井鉄工株式会社と株式会社ハルテックが合併契約を締結。
  - 10月 - 駒井鉄工株式会社を存続会社とし、株式会社ハルテックと合併し、会社名を「株式会社駒井ハルテック」に変更し、和歌山工場、大阪支店、和歌山営業所を継承。
- 2012年（平成24年）10月29日 - 本店を大阪市西区立売堀に移転
- 2019年 （平成31年）2月20日　- 2017年に和歌山工場で社員が溶接作業中の事故で死亡したのは安全配慮義務を怠ったからだとして、遺族が上司らを相手取り損害賠償を求める訴訟を起こす。
- 2025年（令和7年）6月13日 - 東京証券取引所スタンダード市場に市場変更。

## 主要事業

### 橋梁事業
鋼橋の設計・橋梁製作・架設を行う。南備讃瀬戸大橋、レインボーブリッジ等の施工実績がある。

### 鉄骨・鉄構事業
高層建築等の鋼構造建築物の柱や梁等の鉄骨部材の製作・組立・設置を行う他、船舶のハッチカバーやランプドア等の大規模部材の製作を行う。

### 環境事業
風力発電機の開発・製作・設置・メンテナンス事業及び、太陽光発電設備の施工を行う。駒井ハルテックは、2023年時点では数少ない日本国内の風力発電機メーカーとなっており、洋上風力発電の需要への対応も視野に、風力発電事業の強化を進めている。

#### 風力発電機KWT300
主力製品である定格出力300kWの中型風力発電機。駒井鉄工が2000年代中期に開発した。他の風力発電機メーカーの製品の多くが2MW級以上に大型化する中で、発電可能な下限の風速や定格出力発揮の下限の風速が他社発電機より低く、設置場所の風速範囲条件が緩和されるという利点があり、大型機とは異なる需要に対応する製品となった。高い耐風性能や、設置の容易さ（60t級クレーンで設置が可能）、系統接続時の系統への負担の少なさ等の特色も有し、気象条件の厳しい場所や、離島等の施工条件の厳しい場所、施設内や公園内等の設置環境の厳しい場所等向けに、改良を重ねながら駒井ハルテック発足後も継続して導入されている。